# シクラミド
シクラミド(Cyclamide)は、オリゴペプチドの分類の一つである。ミクロキスティス・エルギノーサ等の藍藻によって生産され、毒性を持つことがある。シクラミドは、リボソーム経路によって合成される。